# Эдельвейс (альбом)
«Эдельвейс» — второй студийный альбом группы Drezden, электронного проекта Сергея Михалка. Вышел 3 декабря 2019 года.

## Об альбоме
14 ноября 2019 года публике был представлен видеоклип на песню «Эдельвейс», заглавную песню из готовящегося нового одноимённого альбома. Автором клипа выступила минский фотограф Каролина Полякова. В съёмках видео приняла участие жена Сергея Михалка, актриса Светлана Зеленковская.
Альбом «Эдельвейс» вышел 3 декабря. В новый альбом вошло 11 композиций. Сведением и мастерингом занимался Виталий Телезин. Запись альбома проходила на его киевской студии «211». Новый альбом продолжает традиции первого. Он наполнен игрой слов и философскими текстами. К группе присоединился сын Михалка Павел, который играет на клавишах.
19 января 2020 года в день рождения Сергея Михалка во Львове состоялось первое живое выступление группы Drezden. Хотя группа появилась ещё в 2018 году, до этого момента она существовала только в интернете. 23 февраля группа выступила с концертом в Минске. На концерте звучали песни с обоих альбомов. 28 февраля группа была представлена в Киеве. Запланированный на 13 марта концерт в Харькове был отменён из-за начавшейся пандемии коронавируса.
19 мая появился видеоклип на песню «Давида олень». Это видео сделано в футуристическом стиле и отсылает к старым голливудским фильмам. Над клипом работала большая интернациональная команда, а режиссёром выступил Владимир Нефёдов. Съёмки проходили в течение двух дней в Лос-Анджелесе и его окрестностях.

## Список композиций
| №                   | Название            | Длительность |
| ------------------- | ------------------- | ------------ |
| 1.                  | «Эдельвейс»         | 4:07         |
| 2.                  | «Давида олень»      | 2:52         |
| 3.                  | «О’Хенри»           | 4:28         |
| 4.                  | «Алладин»           | 3:21         |
| 5.                  | «Голливуд»          | 4:44         |
| 6.                  | «Весельчак У»       | 4:05         |
| 7.                  | «Колесо Калипсо»    | 4:11         |
| 8.                  | «Стальная Аляска»   | 3:35         |
| 9.                  | «Мутабор»           | 3:18         |
| 10.                 | «Повелитель мух»    | 3:11         |
| 11.                 | «Оле Лукойе»        | 4:16         |
| Общая длительность: | Общая длительность: | 42:12        |

## Участники записи
- Сергей Михалок — вокал, автор всех текстов и музыки
- Павел Михалок — клавиши
- Алесь-Франтишек Мышкевич — бас
- Денис Шуров — барабаны
- Павел Величко — гитара
- Виталий Телезин — саунд-продюсер[5]

## Рецензии
Алексей Мажаев с сайта InterMedia отмечает, что «плотность отсылок, ассоциаций, исторических, мифологических, литературных и кинематографических персонажей оказывается в альбоме необычайно велика». По его мнению, в этом и кроется проблема, так как любители подобной музыки «предпочитают в стихах скорее абстрактные образы, чем философские термины и отсылки в историю и мифологию». Мажаев оценил альбом на 7 баллов из 10.